# Percy George Calvert-Jones
Percy George Calvert-Jones, britanski general, * 1894, † 1977.